# Plagiognathus physocarpi
Plagiognathus physocarpi är en insektsart som först beskrevs av Henry 1981.  Plagiognathus physocarpi ingår i släktet Plagiognathus och familjen ängsskinnbaggar. Inga underarter finns listade i Catalogue of Life.